# Prosauropsis
Prosauropsis is een geslacht van uitgestorven straalvinnige beenvissen dat leefde tijdens het Vroeg-Toarcien van het Vroeg-Jura.